# Arany János utca (Metró Budapest)
Arany János utca ist eine 1981 eröffnete Station der Linie M3 der Metró Budapest. Sie liegt zwischen den Stationen Deák Ferenc tér und Nyugati pályaudvar.
Die Station befindet sich an der gleichnamigen Straße (benannt nach János Arany) im V. Budapester Bezirk (Belváros-Lipótváros). Sie wurde 2020–2023 renoviert. 

## Galerie

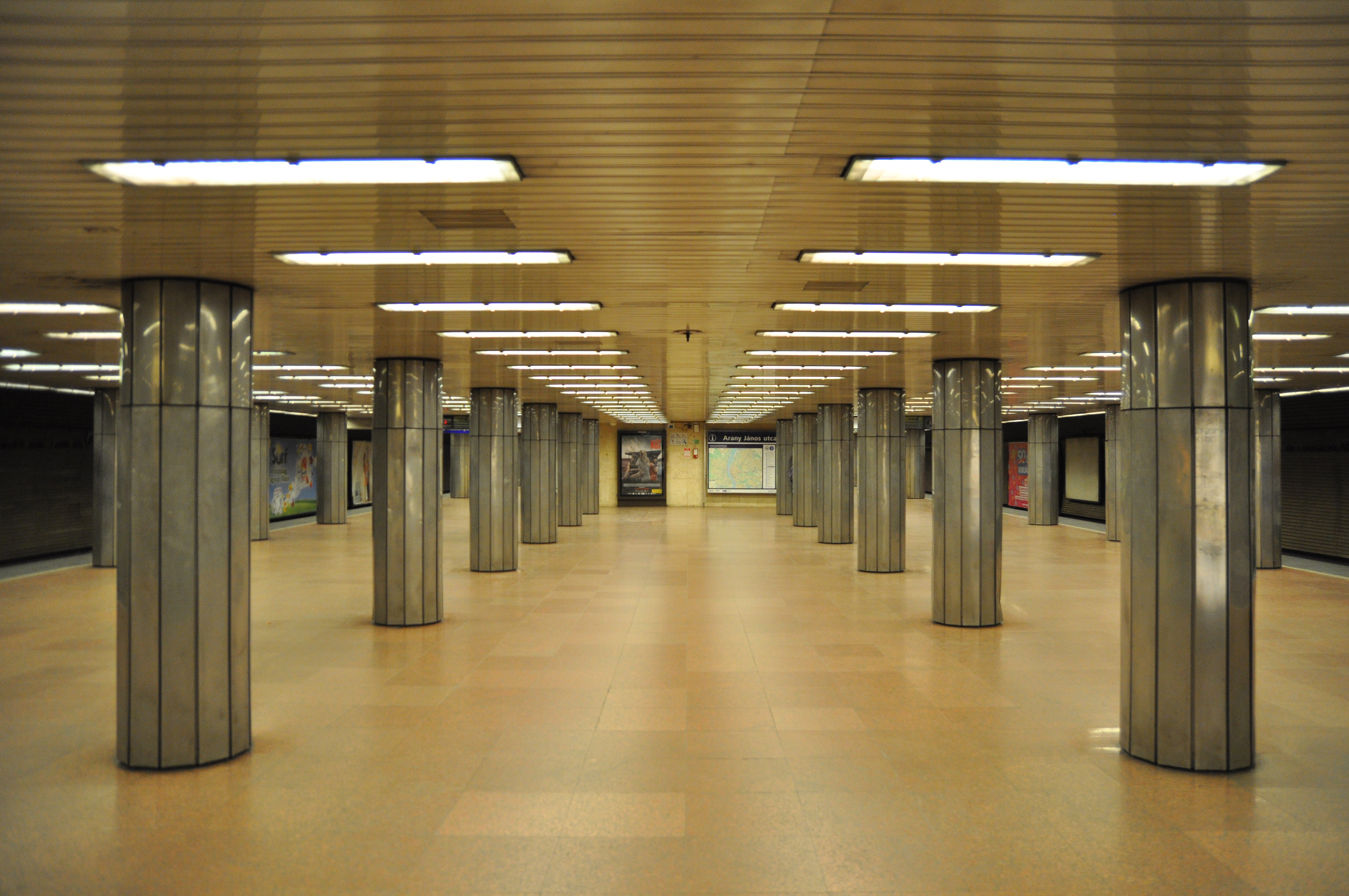
Bahnsteig
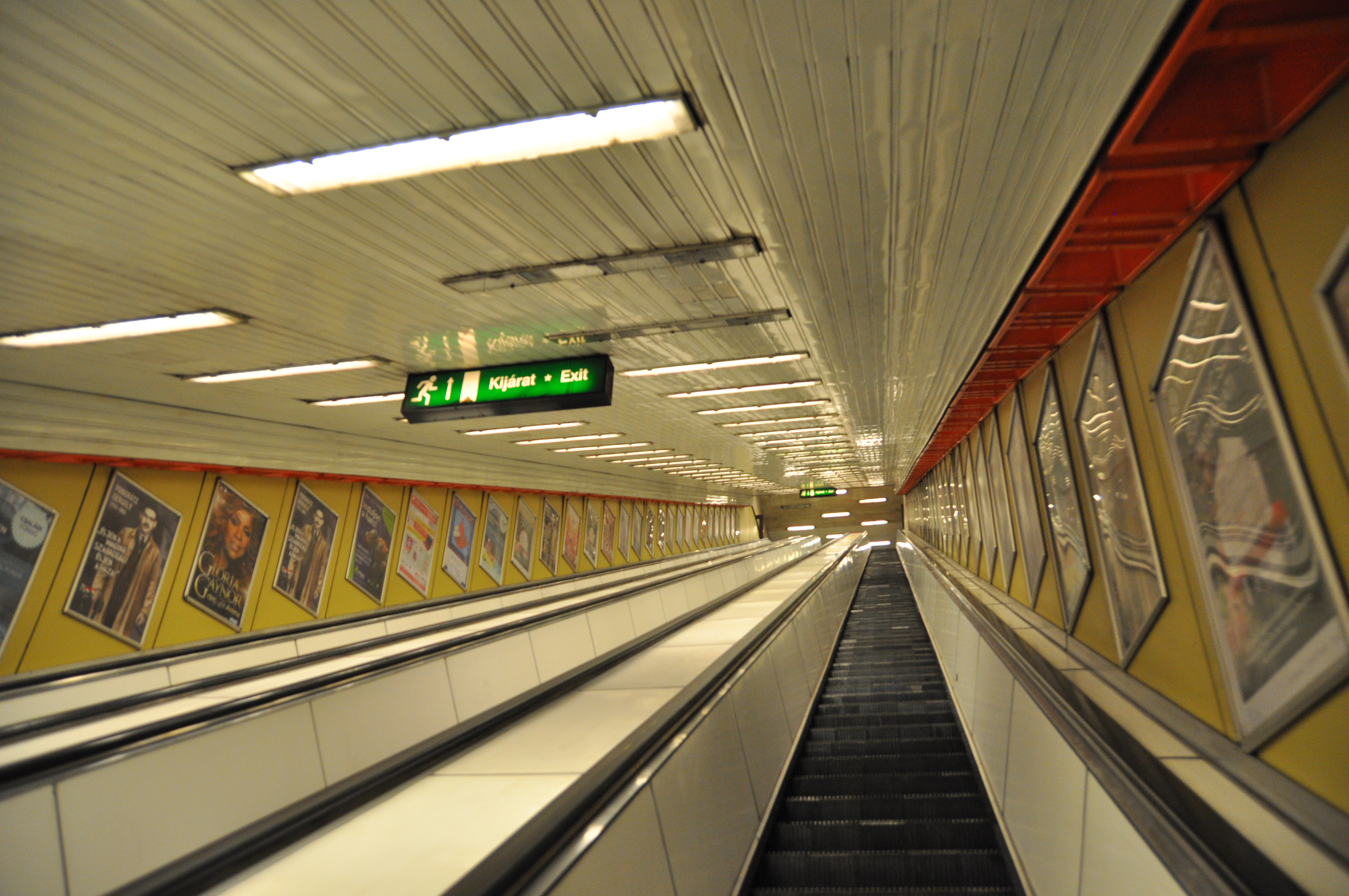
Rolltreppen